# 鷺 (鴻型水雷艇)
|                | |
| 艦歴           | |
| 計画           | 昭和9年度計画（②計画） |
| 起工           | 1936年5月20日 |
| 進水           | 1937年1月30日 |
| 就役           | 1937年7月31日竣工 |
| その後         | 1944年11月8日雷撃により沈没                                                                                                 |
| 除籍           | 1945年1月10日 |
| 要目（竣工時） | |
| 排水量         | 基準：840英トン 公試：960トン                                                                                               |
| 全長           | 88.50m |
| 全幅           | 8.18m |
| 吃水           | 2.76m |
| 機関           | ロ号艦本式缶2基 艦本式タービン2基 2軸、19,000馬力                                                                           |
| 速力           | 30.5ノット |
| 航続距離       | 14ノットで4,000海里 |
| 燃料           | 重油：245トン |
| 乗員           | 129名 |
| 兵装           | 45口径十一年式12cm単装砲3門 53cm3連装魚雷発射管1基3門 （六年式魚雷3本） 40mm機銃1挺（雉、鷺、鳩は毘式） （雁は25mm機銃1挺） |

鷺（さぎ）は、日本海軍の水雷艇。鴻型の7番艇。艦艇名としては隼型水雷艇「鷺」に続いて2代目。

## 艇歴
1935年（昭和10年）11月22日、鷺と命名され、水雷艇に類別。1936年（昭和11年）5月20日に播磨造船所で起工。1937年（昭和12年）1月30日進水。同年7月31日に竣工し、呉鎮守府籍、第11水雷隊に編入された。
日中戦争では、揚子江遡行作戦、華北及び華南沿岸作戦に従事。1938年（昭和13年）9月8日（7日）、武穴下流で触雷し損傷を受けた。
1941年7月25日、軽巡洋艦2隻と水雷艇「鷺」、「鳩」で第五艦隊が編成された。
太平洋戦争開戦後、北方哨戒活動、海上護衛作戦に参加。1941年12月17日に小笠原方面の対潜作戦強化のため厚岸を出発し、12月26日に父島に進出した。1942年1月8日、横須賀に帰着。1月26日、厚岸に進出。2月1日、アメリカ軍がマーシャル諸島を空襲。それを受けて同日「鷺」や軽巡洋艦2隻などは厚岸を出撃し哨戒線についた。2月8日、「鷺」は横須賀に帰着。3月11日から13日は釧路へ帰投する第三哨戒隊の誘導を行い、3月24日から3月27日は駆逐艦「沖風」とともに対潜作戦に従事した。4月10日、「鷺」は第五艦隊から除かれ第一海上護衛隊に編入された。
1943年（昭和18年）8月31日、南シナ海で米潜水艦の雷撃を受け損傷。1944年（昭和19年）11月8日、高雄からマニラへ航行中、比島ボナリオ岬西南西で米潜水艦「ガンネル」の雷撃により沈没。1945年（昭和20年）1月10日に除籍。

## 歴代艇長
艤装員長
- 本倉正義 少佐：1937年4月10日[14] -

水雷艇長
- 本倉正義 少佐：1937年7月31日[15] - 1938年8月23日[16]
- 菅原六郎 少佐：1938年8月23日[16] - 1938年12月15日[17]
- （兼）山口達也 少佐：1938年12月15日[17] - 1939年1月10日[18]
- 井上規矩 少佐：1939年1月10日[18] - 1939年3月6日[19]
- 柳瀬善雄 大尉：1939年3月6日[19] - 1940年10月15日[20]
- 松本正平 大尉：1940年10月15日[21] -